# Windows 98
Windows 98 är ett DOS-baserat operativsystem från Microsoft.
Det släpptes först till datortillverkare, tillverkningsindustrin, företagskunder och detaljhandelskanaler den 15 maj 1998 och nådde en allmän detaljhandel den 25 juni 1998. I stort sett är det en uppdatering av Windows 95 med bättre stöd för USB-enheter och en ny version av Internet Explorer (version 4), som dessutom delar användargränssnitt med Windows 98. Detta möjliggör "webbintegration" som till exempel enkelklickningar, Active Desktop och möjlighet att utforska hårddisken i Internet Explorer.
Windows 98 byggde på MS-DOS och var baserat på Windows 95-kärnan och dess skalprogram.

## Historia
Windows 98 med (kodnamn Memphis) hade utvecklats sedan december 1996 då Beta 1 släpptes (kallade sig själv för "Kodnamn Memphis"). Under 2.a kvartalet av 1997 började beta versionerna själva kalla sig för "Windows 98", Efter det sista Beta 2 (byggenummer 4.10.1577), liknade Beta 2.1 det färdiga Windows 98 och efter 3 Release kandidater efter varandra kunde Windows 98 lanseras som planerat under juni 1998.   

## Windows 98, Andra utgåvan
1999 släpptes en uppdaterad och stabilare version, "Windows 98 Second Edition", oftast förkortat Windows 98 SE, med bland annat Internet Explorer version 5 och stöd för DVD och USB. 
De flesta nya datorenheter, såsom exempelvis USB-anslutna enheter, hade stöd för Windows 98 andra utgåvan, men inte för den första upplagan. 
Trots att Windows 98 andra utgåvan var stabilare än den första så hade den stabilitetsproblem gällande gammal 16-bitars programvara, där Windows 98 var att föredra. Windows 98 andra utgåvan benämns ofta Windows 98 SE (Second Edition).
Windows 98 SE blev en ännu större succé än den första utgåvan av operativsystemet och var mycket populärt fram tills 2006, då Microsoft lade ner all support och uppmuntrade användarna att uppgradera till Windows XP.

## Systemkrav
- 486 DX2, 66 MHz eller snabbare processor (166 MHz rekommenderas)
- 14 MB RAM (24 MB rekommenderas)
- Hur mycket hårddiskutrymme som behövs beror på vilken installationstyp och eventuella tillval man väljer:
  - Uppgradering från Windows 95 eller Windows 3.1: 140–315 MB (typiskt 205 MB) hårddiskutrymme
  - Nyinstallation FAT16 filsystem: 210–400 MB (typiskt 260 MB) hårddiskutrymme
  - Nyinstallation FAT32 filsystem: 190–305 MB (typiskt 210 MB) hårddiskutrymme
- Bildskärm som stöder VGA eller högre upplösning
- Cd- eller dvd-enhet
- Microsoft Mus eller annat kompatibelt pekdon